# Revuće
Revuq en albanais et Revuće en serbe latin (en serbe cyrillique : Ревуће) est une localité du Kosovo située dans la commune/municipalité de Podujevë/Podujevo, district de Pristina (Kosovo) ou district de Kosovo (Serbie). Selon le recensement kosovar de 2011, elle compte 924 habitants, dont 923 Albanais.

## Démographie

### Évolution historique de la population dans la localité
| 1948 | 1953 | 1961 | 1971 | 1981 | 1991  | 2011 |
| ---- | ---- | ---- | ---- | ---- | ----- | ---- |
| 516  | 587  | 608  | 604  | 874  | 1 031 | 924  |

|  |